# Nicolaas Willem Cornelis Brouwer
Nicolaas Willem Cornelis Brouwer (Zoeterwoude, 13 augustus 1902 – aldaar, 24 maart 1952) was een Nederlands fascist en nationaalsocialist.
Brouwer was werkzaam in het familiebedrijf te Leidschendam, waar aardewerk werd geproduceerd. Zijn politieke loopbaan voerde van het Verbond van Actualisten (VvA) (1923), via de diverse partijtjes rond De Bezem (1928) en het Verbond van Nationaal-Solidaristen Rijks-Nederland (1932) uiteindelijk naar de NSNAP (1933). Hij was de partijideoloog van het Verbond van Actualisten en van De Bezem. Ook fungeerde hij als hoofdredacteur van het partijblad van het VvA: De Vaderlander.
op 9 april 1930 getrouwd met Hélène Marcelle Hubertine Beck 